# Reece James
Reece James (Bacup, Lancashire, 7 de noviembre de 1993) es un futbolista inglés que juega como defensa en el Rotherham United F. C. de la League One inglesa.

## Trayectoria

### Manchester United
James comenzó su carrera futbolística como jugador en la cantera del club local Rossendale United, al tiempo paso al Blackburn Rovers y al Preston North End antes de fichar por el Manchester United.

### Carlisle United (Cesión)
En julio de 2013 fichó por el Carlisle United en un contrato a préstamo por la mitad de la temporada, e hizo su debut profesional en la jornada inaugural de la temporada 2013-14 en la derrota 5-1 en casa del Carlisle contra el Leyton Orient. Sin embargo, sufrió una lesión poco antes del medio tiempo, la cual concedió un tiro penal para darle la victoria al Carlisle contra Blackburn Rovers en la Copa de la Liga el 7 de agosto, y regresó a Manchester United el 24 de septiembre de 2013.

### Regreso al Manchester United
Después de regresar al Manchester United, James estuvo presente en el equipo reserva del club para el resto de la temporada, y sus actuaciones lo llevaron a una nominación para el Denzil Haroun Reserve Player of the Year, y en última instancia, perdiéndolo ante su compañero Saidy Janko. Hizo su debut con el primer equipo del Manchester United en el partido inaugural de la gira de pretemporada del club de los Estados Unidos el 23 de julio de 2014, y anotó dos veces en la victoria 7-0 contra LA Galaxy.

## Vida personal
El hermano de James, Matty James, es también un jugador nacido en la academia del Manchester United.

## Estadísticas
| Club                                  | Div.          | Temporada     | Liga  | Liga  | Copas nacionales | Copas nacionales | Copas internacionales | Copas internacionales | Total | Total |
| Club                                  | Div.          | Temporada     | Part. | Goles | Part.            | Goles            | Part.                 | Goles                 | Part. | Goles |
| ------------------------------------- | ------------- | ------------- | ----- | ----- | ---------------- | ---------------- | --------------------- | --------------------- | ----- | ----- |
| Carlisle United F. C. Inglaterra      | 3.ª           | 2013-14       | 1     | 0     | 1                | 0                | —                     | —                     | 2     | 0     |
| Carlisle United F. C. Inglaterra      | Total club    | Total club    | 1     | 0     | 1                | 0                | 0                     | 0                     | 2     | 0     |
| Manchester United F. C. Inglaterra    | 1.ª           | 2014-15       | 0     | 0     | 1                | 0                | —                     | —                     | 1     | 0     |
| Manchester United F. C. Inglaterra    | Total club    | Total club    | 0     | 0     | 1                | 0                | 0                     | 0                     | 1     | 0     |
| Rotherham United F. C. Inglaterra     | 2.ª           | 2014-15       | 7     | 0     | 1                | 0                | —                     | —                     | 8     | 0     |
| Huddersfield Town A. F. C. Inglaterra | 2.ª           | 2014-15       | 6     | 1     | —                | —                | —                     | —                     | 6     | 1     |
| Huddersfield Town A. F. C. Inglaterra | Total club    | Total club    | 6     | 1     | 0                | 0                | 0                     | 0                     | 6     | 1     |
| Wigan Athletic F. C. Inglaterra       | 3.ª           | 2015-16       | 26    | 1     | 3                | 0                | —                     | —                     | 29    | 1     |
| Wigan Athletic F. C. Inglaterra       | 2.ª           | 2016-17       | 0     | 0     | 0                | 0                | —                     | —                     | 0     | 0     |
| Wigan Athletic F. C. Inglaterra       | 3.ª           | 2017-18       | 22    | 0     | 6                | 0                | —                     | —                     | 28    | 0     |
| Wigan Athletic F. C. Inglaterra       | Total club    | Total club    | 48    | 1     | 9                | 0                | 0                     | 0                     | 57    | 1     |
| Sunderland A. F. C. Inglaterra        | 3.ª           | 2018-19       | 27    | 0     | 7                | 0                | —                     | —                     | 34    | 0     |
| Sunderland A. F. C. Inglaterra        | Total club    | Total club    | 27    | 0     | 7                | 0                | 0                     | 0                     | 34    | 0     |
| Doncaster Rovers F. C. Inglaterra     | 3.ª           | 2019-20       | 27    | 2     | 5                | 0                | —                     | —                     | 32    | 2     |
| Doncaster Rovers F. C. Inglaterra     | 3.ª           | 2020-21       | 43    | 7     | 5                | 0                | —                     | —                     | 48    | 7     |
| Doncaster Rovers F. C. Inglaterra     | Total club    | Total club    | 70    | 9     | 10               | 0                | 0                     | 0                     | 80    | 9     |
| Blackpool F. C. Inglaterra            | 2.ª           | 2021-22       | 17    | 0     | 2                | 0                | —                     | —                     | 19    | 0     |
| Blackpool F. C. Inglaterra            | Total club    | Total club    | 17    | 0     | 2                | 0                | 0                     | 0                     | 19    | 0     |
| Sheffield Wednesday F. C. Inglaterra  | 3.ª           | 2022-23       | 28    | 1     | 6                | 0                | —                     | —                     | 34    | 1     |
| Sheffield Wednesday F. C. Inglaterra  | 2.ª           | 2023-24       | 8     | 0     | 3                | 0                | —                     | —                     | 11    | 0     |
| Sheffield Wednesday F. C. Inglaterra  | Total club    | Total club    | 36    | 1     | 9                | 0                | 0                     | 0                     | 45    | 1     |
| Rotherham United F. C. Inglaterra     | 3.ª           | 2024-25       | 42    | 2     | 7                | 0                | —                     | —                     | 49    | 2     |
| Rotherham United F. C. Inglaterra     | Total club    | Total club    | 49    | 2     | 8                | 0                | 0                     | 0                     | 57    | 2     |
| Total carrera                         | Total carrera | Total carrera | 254   | 14    | 47               | 0                | 0                     | 0                     | 301   | 14    |
| 1.                                    |               |               |       |       |                  |                  |                       |                       |       |       |